# Sessea elliptica
Sessea elliptica är en potatisväxtart som beskrevs av Francey. Sessea elliptica ingår i släktet Sessea och familjen potatisväxter. Inga underarter finns listade i Catalogue of Life.